# Kirsten McCaffery
Kirsten McCaffery  est une chercheuse anglo-australienne en santé publique, chargée de recherche principale et directrice de recherche à la Sydney School of Public Health. Ses recherches portent sur les aspects psychosociaux du surdiagnostic dans les soins de santé. Elle a été élue membre de l'Académie australienne des sciences de la santé et de la médecine en 2020.

## Formation
McCaffery a obtenu son diplôme de premier cycle en psychologie à l'Université d'Édimbourg. Elle a occupé divers postes de recherche, notamment en Tanzanie et à Cancer Research UK. Elle poursuit ses recherches à l'University College de Londres , où elle a rejoint le groupe de recherche de Jane Wardle (en) et prépare un doctorat en psychologie de la santé.

## Recherche et carrière
McCaffery a rejoint l'Université de Sydney en tant que chercheuse et a finalement été nommée professeur de sciences du comportement et directeur de la recherche à la Sydney School of Public Health. Ses recherches portent sur la littératie en santé et les communications avec les patients,.
McCaffery a fondé le Sydney Health Literarcy Lab, qui cherche à responsabiliser les gens dans leurs résultats en matière de santé. À travers des méta-analyses de la littérature sur la santé, McCaffery a montré que 80 % des patients ne comprenaient pas leurs instructions de soins à domicile 36 heures après leur sortie de l'hôpital, avec 40 à 80% des informations oubliées presque immédiatement. Elle souhaite savoir si la suppression de l'étiquette de « cancer » dans des conditions à faible risque, probablement inoffensives, pourrait aider à réduire le surdiagnostic,.
En octobre 2020, McCaffery est élue membre de l'Académie australienne des sciences de la santé et de la médecine. Pendant la pandémie de Covid-19, McCaffery a étudié les disparités dans les connaissances sur la COVID-19 parmi la population australienne. Comme dans une grande partie du monde, les personnes les plus touchées par les maladies chroniques sont les plus défavorisées. Elle a découvert que ces différences dans la compréhension de COVID conduisent à des inégalités sociales dans les résultats de santé. Parallèlement à la littératie en santé, McCaffery a étudié la montée et la chute induites par la pandémie de la télésanté, et comment améliorer l'expérience du patient.

## Prix et distinctions
- 2020 : membre de l'Académie australienne des sciences de la santé et de la médecine.

## Publications (sélection)
- (en) Vikki A Entwistle, Stacy M Carter, Alan Cribb et Kirsten McCaffery, « Supporting patient autonomy: the importance of clinician-patient relationships », Journal of General Internal Medicine, Springer Science+Business Media, vol. 25, no 7,‎ 6 mars 2010, p. 741-745 (ISSN 0884-8734 et 1525-1497, OCLC 476952396, PMID 20213206, PMCID 2881979, DOI 10.1007/S11606-010-1292-2).
- (en) Sian K Smith, Ann Dixon, Lyndal Trevena, Don Nutbeam et Kirsten McCaffery, « Exploring patient involvement in healthcare decision making across different education and functional health literacy groups », Social Science & Medicine, Elsevier, vol. 69, no 12,‎ 19 octobre 2009, p. 1805-1812 (ISSN 0277-9536 et 1873-5347, OCLC 609900358, PMID 19846245, DOI 10.1016/J.SOCSCIMED.2009.09.056).
- (en) Heather Powell, Vanessa E Murphy, D Robin Taylor, Michael J Hensley, Kirsten McCaffery, Warwick Giles, Vicki Clifton et Peter G Gibson, « Management of asthma in pregnancy guided by measurement of fraction of exhaled nitric oxide: a double-blind, randomised controlled trial », The Lancet, Elsevier, vol. 378, no 9795,‎ 1er septembre 2011, p. 983-990 (ISSN 0140-6736 et 1474-547X, OCLC 01755507, PMID 21907861, DOI 10.1016/S0140-6736(11)60971-9).